# The Art of Video Games
The Art of Video Games (с англ. — «Искусство видеоигр») — выставка, организованная Смитсоновским музеем американского искусства. Проходила с 16 марта по 30 сентября 2012 года и была приурочена к 40-летию создания индустрии видеоигр. Выставка стремилась осветить эволюцию видеоигрового искусства. После окончания работы в Смитсоновском музее экспонировалась в 10 местах в США. Куратором выставки выступил Крис Мелиссинос (англ. Chris Melissinos), основатель Past Pixels и коллекционер видеоигр и игровых систем.

## Описание выставки
The Art of Video Games — одна из первых выставок, приуроченных к 40-летию развития видеоигр как средства художественного осмысления действительности, основанного на ярких визуальных эффектах и творческом использовании новых технологий. На выставке были представлены лучшие представители видеоигрового искусства от основателей индустрии до современных произведений в течение пяти поколений развития видеоигровых технологий.
Выставка раскрывает различные аспекты взаимодействия графической, технологической и повествовательной составляющей видеоигр, на примере лучших образцов, созданных для двадцати игровых систем — от Atari VCS до PlayStation 3.
Выставка дает взгляд на историю игровой индустрии, начиная с ранних игр Pac-Man и Space Invaders и заканчивая значительно более сложными современными эпопеями, такими как BioShock и Uncharted. The Art of Video Games дает убедительные аргументы в пользу того, чтобы игры рассматривались не просто как развлечение, а как богатый, захватывающий опыт, который перешел в область культуры и искусства.

## Отбор видеоигр для выставки
Смитсоновский музей американского искусства перед открытием выставки обратился к общественности для отбора видеоигр, которые будут включены в экспозицию выставки. Крисом Мелиссиносом, который работал с музеем и консультативной группой, состоящей из разработчиков игр, дизайнеров, пионеров индустрии и журналистов, были отобраны 240 игр для избирательного бюллетеня. Игры отбирались на основе множества критериев, включая визуальные эффекты, творческое использование новых технологий и то, как игра вписывается в повествование выставки[прояснить]. Голосование проходило с 14 февраля по 17 апреля 2011 года. Всего было подано 3,7 миллиона голосов 119 000 людьми из 175 стран. В результате, в экспозицию выставки вошли 80 игр, самая ранняя игр из которых относится к 1980 году — видеоигра Space Invaders для игровой консоли Atari VCS, а самая поздняя к 2008 году — видеоигра Sid Meier's Civilization Revolution для игровой консоли PlayStation 3.
80 отобранных игр демонстрировали эволюцию индустрии. Игры экспонировались в виде изображений и видеороликов. Кроме того, выставка включала видеоинтервью с двадцатью разработчиками и художниками, внутриигровые скриншоты больших размеров, а также игровые консоли.

## Издание к выставке
К выставке была выпущена книга «The Art of Video Games: From Pac-Man to Mass Effect». Автором книги выступил куратор выставки - Крис Мелиссинос. Предисловие книги написано директором Смитсоновского музея американского искусства Элизабет Броун (англ. Elizabeth Broun), а введение — Майклом Мики (англ. Mike Mika), главой отдела разработки Other Ocean Interactive и выдающимся сторонником сохранения истории видеоигр.

## Галерея
- Выставка «Искусство видеоигр»